# سرخ‌سرا
سرخ‌سرا روستایی از توابع بخش میان‌ولایت شهرستان تایباد در استان خراسان رضوی ایران است.

## جمعیت
این روستا در دهستان دشت تایباد قرار دارد و براساس سرشماری مرکز آمار ایران در سال ۱۳۸۵، جمعیت آن ۲۵۸ نفر (۵۱ خانوار) بوده‌است.